# العلاقات اليابانية الجنوب سودانية
العلاقات اليابانية الجنوب سودانية هي العلاقات الثنائية التي تجمع بين اليابان وجنوب السودان.

## مقارنة بين البلدين
هذه مقارنة عامة ومرجعية للدولتين:
| وجه المقارنة                                              | اليابان         | جنوب السودان                  |
| --------------------------------------------------------- | --------------- | ----------------------------- |
| المساحة (كم2)                                             | 377.97 ألف      | 619.75 ألف                    |
| عدد السكان (نسمة)                                         | 126.79 مليون    | 12.58 مليون                   |
| الكثافة السكانية (ن./كم²)                                 | 335.45          | 20.3                          |
| العاصمة                                                   | طوكيو           | جوبا                          |
| اللغة الرسمية                                             | اللغة اليابانية | لغة إنجليزية                  |
| العملة                                                    | ين ياباني       | جنيه جنوب سوداني، جنيه سوداني |
| الناتج المحلي الإجمالي (بليون دولار)                      | 4.87 تريليون    | 2.90 مليار                    |
| الناتج المحلي الإجمالي (تعادل القوة الشرائية) بليون دولار | 5.18 تريليون    | 22.88 مليار                   |
| الناتج المحلي الإجمالي الاسمي للفرد دولار أمريكي          | 34.52 ألف       | 73                            |
| الناتج المحلي الإجمالي للفرد دولار أمريكي                 | 36.62 ألف       | 2.02 ألف                      |
| مؤشر التنمية البشرية                                      | 0.903           | 0.467                         |
| رمز المكالمات الدولي                                      | +81             | +211                          |
| رمز الإنترنت                                              | .jp             | .ss                           |
| المنطقة الزمنية                                           | توقيت اليابان   | ت ع م+03:00                   |

## منظمات دولية مشتركة
يشترك البلدان في عضوية مجموعة من المنظمات الدولية، منها:
| علم المنظمة | اسم المنظمة                               | تاريخ انضمام اليابان | تاريخ انضمام جنوب السودان |
| ----------- | ----------------------------------------- | -------------------- | ------------------------- |
|             | يونسكو                                    | 2 يوليو 1951         | 27 أكتوبر 2011            |
|             | مؤسسة التمويل الدولية                     | 20 يوليو 1956        | 18 أبريل 2012             |
|             | المركز الدولي لتسوية المنازعات الاستشارية | 16 سبتمبر 1967       | 18 مايو 2012              |
|             | مؤسسة التنمية الدولية                     | 27 ديسمبر 1960       | 18 أبريل 2012             |
|             | وكالة ضمان الاستثمار متعدد الأطراف        | 12 أبريل 1988        | 18 أبريل 2012             |
|             | الاتحاد البريدي العالمي                   | ?                    | ?                         |
|             | منظمة الشرطة الجنائية الدولية             | ?                    | ?                         |
|             | الأمم المتحدة                             | 18 ديسمبر 1956       | 14 يوليو 2011             |
|             | الاتحاد الدولي للاتصالات                  | 29 يناير 1879        | 3 أكتوبر 2011             |
|             | البنك الدولي للإنشاء والتعمير             | 13 أغسطس 1952        | 18 أبريل 2012             |
|             | البنك الإفريقي للتنمية                    | ?                    | ?                         |

## وصلات خارجية
- موقع وزارة الخارجية اليابانية
- موقع وزارة الخارجية الجنوب سودانية